# Pelargonium semitrilobum
Pelargonium semitrilobum är en näveväxtart som beskrevs av Nikolaus Joseph von Jacquin. Pelargonium semitrilobum ingår i släktet pelargoner, och familjen näveväxter. Inga underarter finns listade i Catalogue of Life.